# Conioscinella umbripennis
Conioscinella umbripennis är en tvåvingeart som beskrevs av Oswald Duda 1934. Conioscinella umbripennis ingår i släktet Conioscinella och familjen fritflugor. Inga underarter finns listade i Catalogue of Life.